# Châu Kỳ
Châu Kỳ (5 tháng 11 năm 1923 - 6 tháng 1 năm 2008) là nhạc sĩ nhạc vàng thành danh từ trước năm 1975 tại miền Nam Việt Nam. Ông còn có bút danh khác là Anh Châu.

## Cuộc đời
Châu Kỳ sinh ngày 5 tháng 11 năm 1923 tại làng Dưỡng Mong, Phú Mỹ, Phú Vang, Thừa Thiên Huế. Cha ông là Châu Huy Hà, một nghệ nhân ca Huế; chị là Châu Thị Minh, được coi là một trong Ngũ nữ minh tinh (miền Nam có Phùng Há, Năm Phỉ; miền Bắc có Ái Liên, Bích Hợp và miền Trung có Châu Thị Minh).
Thuở nhỏ, Châu Kỳ học ở Trường Tiểu học Dưỡng Mong, sau ông lên Huế học ở trường Lycée Khải Định. Ở đây, Châu Kỳ gặp được sư huynh Petrus Thiều, một tu sĩ vừa giỏi về nhạc lý và sáng tác vừa sử dụng thành thạo nhiều loại nhạc cụ phương Tây. Sẵn dòng máu văn nghệ trong người, lại được thầy giỏi hướng dẫn, nên việc học nhạc và học hát của Châu Kỳ rất mau tiến bộ. Lúc mới biết hát, ông thường bắt chước ngân nga các bài hát bằng tiếng Pháp thịnh hành vào thời đó như J'ai deux amours, Tant qu'il y aura des etoiles mà nam danh ca người Pháp Tino Rossi thường trình bày, nên ông được bạn bè gọi là "Deuxième Tino Rossi".
Đến khi chị Châu Thị Minh lập đoàn ca kịch Huế mang tên Hồng Thu, ông đi hát trong đoàn của chị. Vừa được hát, lại vừa có tiền giúp cha mẹ, ông bỏ học để đi theo nghiệp cầm ca.
Khoảng năm 1942, Đoàn ca kịch Hồng Thu lưu diễn sang Lào: Savannakhet rồi Thakhek. Ở Thakhet, Châu Kỳ bị mật thám Pháp bắt khi đang diễn vở kịch Hồn lao động (cùng với Trần Văn Lang, Châu Thành và nữ nghệ sĩ Mộng Điệp) và đưa lên Ba Vì (nay thuộc Hà Nội) giam giữ.
Năm 1943, Châu Kỳ được trả tự do, nhưng khi về tới Huế thì mới hay mẹ đã bị chết đuối trong một cơn lũ. Đau buồn, Châu Kỳ viết ca khúc đầu tay Trở về, được Nhà xuất bản Tinh Hoa mua bản quyền in tờ nhạc. Một số tác phẩm mang âm hưởng cổ nhạc miền Trung của ông tiếp tục ra đời như: Khúc ly ca, Từ giã kinh thành, Khi ánh trăng vàng lên khơi,... gặt hái được nhiều thành công. Ông quyết định bỏ dở sự nghiệp ca hát để trở thành nhạc sĩ, sáng tác cho đến hết đời.
Nhạc của ông đã được nhiều thế hệ ca sĩ từ trước 1975 đến nay thể hiện ở Việt Nam và hải ngoại. Năm 2005, Trung tâm Thúy Nga thực hiện Paris By Night 78: Đường xưa, vinh danh ông cùng với 2 nhạc sĩ Quốc Dũng và Tùng Giang.
Lúc 1 giờ 10 phút rạng sáng ngày 6 tháng 1 năm 2008 tại Thủ Đức (Thành phố Hồ Chí Minh), nhạc sĩ Châu Kỳ qua đời ở tuổi 85 sau gần 2 tháng nằm liệt trên giường vì bệnh. Ông được đưa về quê hương Huế và an táng vào ngày 11 tháng 1 năm 2008 tại đồi Nam Giao.

### Gia đình
Người vợ đầu của nhạc sĩ Châu Kỳ là nữ ca sĩ Mộc Lan. Người vợ sau của ông là bà Kha Thị Đàng, chị em con chú con bác với Kha Vạng Cân. Bà gắn bó với ông tới cuối đời và 2 người có với nhau 4 người con.

## Tác phẩm
| STT | Tên ca khúc                               | Ghi chú | Năm sáng tác |
| --- | ----------------------------------------- | --- | ------------ |
| 1   | Áo trắng màu vu quy                       | Văn Nhân - Châu Kỳ |              |
| 2   | Anh hùng Trịnh Minh Thế                   | |              |
| 3   | Âm vang                                   | Phổ thơ Đinh Thụy Uyên |              |
| 4   | Bắc cầu tương tư                          | Phổ thơ Hà Nguyễn |              |
| 5   | Bến nước Dương Đông                       | Bến này thuộc thị trấn Dương Đông, đảo Phú Quốc (nay là phường Dương Đông, thành phố Phú Quốc).                                                             | 1955         |
| 6   | Bỏ phố lên rừng                           | Phổ thơ Trương Minh Dũng | 1972         |
| 7   | Cánh hoa mai                              | | 1955         |
| 8   | Cánh nhạn hồi âm                          | | 1963         |
| 9   | Chiến công rừng Sát                       | | 1956         |
| 10  | Chiều trên đồi thông                      | Phổ thơ Hoài Hương Tử | 1973         |
| 11  | Chờ anh                                   | Lời Hồ Đình Phương | 1959         |
| 12  | Chờ em                                    | Huyền Khanh - Hồ Đình Phương | 1959         |
| 13  | Chuỗi cười vô tận                         | |              |
| 14  | Chuyện lòng                               | | 1963         |
| 15  | Chuyện người ngậm ngãi tìm trầm           | Lời Hồ Đình Phương | 1971         |
| 16  | Con đường xưa em đi                       | Lời Hồ Đình Phương | 1968         |
| 17  | Cô gái làng sim                           | |              |
| 18  | Cố đô yêu dấu                             | "Viết ca khúc này để chia sẻ nỗi đau xót với quê tôi (1968) Và cũng để tưởng niệm hương hồn anh Tăng Duyệt, người đã khuyến khích tôi trên đường sáng tác." | 1968         |
| 19  | Cuối đường kỷ niệm                        | Lời Hồ Đình Phương |              |
| 20  | Dưới chân thánh giá                       | Lời Hồ Đình Phương | 1971         |
| 21  | Đàn tôi đã vỡ                             | | 1962         |
| 22  | Đàn không tiếng hát                       | | 1967         |
| 23  | Đi giữa mùa xuân                          | |              |
| 24  | Đón xuân này nhớ xuân xưa                 | Anh Châu - Châu Kỳ | 1967         |
| 25  | Đoàn người gánh cỏ                        | Lời Hồ Đình Phương |              |
| 26  | Được tin em lấy chồng                     | | 1961         |
| 27  | Được tin em lấy chồng 2                   | |              |
| 28  | Đường về nhà em                           | | 1966         |
| 29  | Đừng nói xa nhau                          | Lời Hồ Đình Phương | 1970         |
| 30  | Em bé mồ côi                              | Lời Hồ Đình Phương |              |
| 31  | Em đi về đâu                              | Phổ thơ Trương Minh Dũng |              |
| 32  | Em không buồn nữa chị ơi                  | Phổ thơ Nguyễn Bính | 1966         |
| 33  | Em không chờ anh nửa                      | Đồng sáng tác với Song Châu | 1971         |
| 34  | Em sắp về chưa                            | Phổ thơ Tô Kiều Ngân | 1967         |
| 35  | Giòng Bến Hải                             | Lời Hồ Đình Phương | 1956         |
| 36  | Giòng thời gian                           | |              |
| 37  | Giông tố qua rồi                          | Đồng sáng tác với Bằng Giang |              |
| 38  | Giọt đàn theo giọt lệ                     | Phổ thơ Trương Minh Dũng |              |
| 39  | Giọt lệ đài trang                         | | 1970         |
| 40  | Giữa lòng đất mẹ                          | | 1966         |
| 41  | Gọi tên em                                | |              |
| 42  | Gửi người em nhỏ                          | Thơ Vũ Bình Thư | 1961         |
| 43  | Hoài thu                                  | Lời Hồ Đình Phương |              |
| 44  | Hững hờ                                   | Đồng sáng tác với Hoàng Trọng | 1953         |
| 45  | Hạnh phúc và khổ đau                      | |              |
| 46  | Hồi âm (Sao chưa thấy hồi âm 2)           | Phổ thơ Trương Minh Dũng | 1965         |
| 47  | Huế, chút kỷ niệm riêng                   | | 1995         |
| 48  | Hương Giang còn tôi chờ (Nén hương yêu 2) | | 1965         |
| 49  | Khi bóng trăng vàng lên khơi              | Lời Hồ Đình Phương | 1952         |
| 50  | Khúc ly ca                                | |              |
| 51  | Khuya nay anh đi rồi                      | Lời Hồ Đình Phương | 1964         |
| 52  | Lá vàng khóc lá xanh rơi                  | | 1966         |
| 53  | Lính trận miền xa                         | Đồng sáng tác với Bằng Giang (Ký tên Anh Châu) | 1970         |
| 54  | Lòng mẹ                                   | |              |
| 55  | Lời kỹ nữ                                 | Phổ thơ Xuân Diệu |              |
| 56  | Luyến hoa                                 | Phổ thơ Tchya | 1952         |
| 57  | Ly hương hoài khúc                        | Lời Hồ Đình Phương |              |
| 58  | Má hồng Đà Lạt                            | Khác với bài cùng tên của Minh Kỳ & Lan Anh | 1995         |
| 59  | Mái tóc thề                               | | 1967         |
| 60  | Miền Trung thương nhớ                     | | 1962         |
| 61  | Mộng đào nguyên                           | | 1963         |
| 62  | Một chiều mưa                             | Lời Hồ Đình Phương |              |
| 63  | Mơ xuân                                   | Đồng sáng tác với Hoàng Trọng |              |
| 64  | Mùa thu còn đó                            | Cảm tác khi nghe bài "Mùa thu chết" của Phạm Duy. | 1971         |
| 65  | Mùa yêu đương                             | | 1995         |
| 66  | Mưa rơi                                   | Đồng sáng tác với Ưng Lang |              |
| 67  | Mưa trên Quảng Đức                        | Phổ thơ Trương Minh Dũng |              |
| 68  | Nén hương yêu                             | Đồng sáng tác với Duy Khánh | 1964         |
| 69  | Nếu mai này hoà bình                      | |              |
| 70  | Ngày mai hôm nay đã tới                   | Anh Châu - Huy Tài | 1974         |
| 71  | Người đi chưa về                          | Phổ thơ Trương Minh Dũng |              |
| 72  | Người đi trên xác pháo                    | Châu Kỳ - Hoàng Bảo | 1961         |
| 73  | Người em văn khoa                         | Phổ thơ Hoài Hương Tử |              |
| 74  | Người nhớ bài ca, ta nhớ người            | Phổ thơ Trương Minh Dũng |              |
| 75  | Người vợ chiến sĩ                         | Đồng sáng tác vớ Lê Mộng Bảo |              |
| 76  | Nha Trang tình nhớ                        | | 1995         |
| 77  | Nhạc sĩ trong sương chiều                 | | 1953         |
| 78  | Nhớ                                       | Phổ thơ Tô Như | 1973         |
| 79  | Nhớ mong                                  | |              |
| 80  | Nhớ Trúc Giang                            | Đồng sáng tác với Nguyễn Minh Chung | 1965         |
| 81  | Nhớ về xứ Thượng                          | |              |
| 82  | Niềm thương của mẹ                        | Anh Châu - Huy Tài | 1974         |
| 83  | Nợ trần                                   | | 1970         |
| 84  | Nỗi lòng TTKH                             | |              |
| 85  | Nửa vầng trăng                            | Phổ thơ Hà Nguyễn |              |
| 86  | Nước mắt quê hương                        | Lời Hồ Đình Phương |              |
| 87  | Nụ cười trong mộng                        | Anh Châu - Huy Tài | 1966         |
| 88  | Phượng tìm hoàng                          | Phổ thơ Đinh Hùng |              |
| 89  | Quảng Trị tôi yêu                         | | 1995         |
| 90  | Rừng thay lá                              | |              |
| 91  | Rừng thương biển nhớ                      | | 1963         |
| 92  | Sao chưa thấy hồi âm                      | "Thân tặng thi sĩ Trương Minh Dũng người đã khơi cho tôi nguồn cảm hứng để viết thành ca khúc này."                                                         | 1965         |
| 93  | Sân khấu và cuộc đời                      | Phổ thơ Trần Ngọc Huế |              |
| 94  | Sầu đông                                  | Lời Hồ Đình Phương |              |
| 95  | Tiếng ca đó về đâu                        | Phổ thơ Nguyễn Tiến Thịnh | 1970         |
| 96  | Tiếng hát dân Chàm                        | Lời Hồ Đình Phương | 1953         |
| 97  | Tiếng hát đồng xanh                       | Lời Hồ Đình Phương (Ký tên Huyền Khanh) | 1957         |
| 98  | Tiếng hát người đưa đò muộn               | | 1995         |
| 99  | Tiếng ru                                  | Thơ Văn Nhân |              |
| 100 | Tìm mà không thấy                         | Đồng sáng tác với Hoàng Bảo |              |
| 101 | Tìm nhau trong kỷ niệm                    | Lời Hồ Đình Phương |              |
| 102 | Tìm quên                                  | | 1962         |
| 103 | Tình đồng hương                           | | 1995         |
| 104 | Tình quê                                  | Lời Hồ Đình Phương |              |
| 105 | Tình thơ ý nhạc                           | Thơ Trương Minh Dũng |              |
| 106 | Tình yêu và thân thế                      | Huy Tài | 1970         |
| 107 | Tôi chưa có mùa xuân                      | | 1971         |
| 108 | Tôi viết nhạc buồn                        | | 1972         |
| 109 | Tôi thấy mắt em cười                      | | 1966         |
| 110 | Trở về                                    | | 1943         |
| 111 | Trôi vào xứ mộng                          | Phổ thơ Tố Như |              |
| 112 | Túy ca                                    | Phổ thơ Trương Minh Dũng | 1973         |
| 113 | Từ giã kinh thành                         | Lời Hồ Đình Phương | 1954         |
| 114 | Vào mộng cùng em                          | Phổ thơ Tô Kiều Ngân |              |
| 115 | Vẫn Huế ngày xưa                          | |              |
| 116 | Vầng trăng Hàn Mặc Tử                     | | 1995         |
| 117 | Vầng trăng sông Hậu                       | | 1995         |
| 118 | Về sông cũ                                | Phổ thơ Trương Minh Dũng |              |
| 119 | Vô tình                                   | | 1961         |
| 120 | Vui bước phong trần                       | Lời Hồ Đình Phương |              |
| 121 | Xin làm người tình cô đơn                 | Lời Hồ Đình Phương | 1974         |
| 122 | Xin trời thôi mưa                         | | 1966         |
| 123 | Xông pha                                  | |              |
| 124 | Xuân đến con về                           | | 1970         |
| 125 | Xuân về người có vui                      | Anh Châu - Tô Lang |              |